# François Abeli Muhoya Mutchapa
François Abeli Muhoya Mutchapa (ur. 9 lutego 1974 w Kindu) – kongijski duchowny katolicki, biskup diecezjalny Kindu od 2021.

## Życiorys

### Prezbiterat
Święcenia kapłańskie przyjął 6 stycznia 2002 i uzyskał inkardynację do diecezji Kindu. Pracował głównie w diecezjalnej Caritas. W latach 2013–2020 studiował w Rzymie, jednocześnie wspomagając duszpastersko jedną z parafii w diecezji Tivoli.

### Episkopat
18 listopada 2020 papież Franciszek mianował go biskupem diecezjalnym Kindu. Sakry biskupiej udzielił mu 6 lutego 2021 arcybiskup Ettore Balestrero.